# Mika
Mika (rođen kao Michael Holbrook Penniman) (Beirut, 18. kolovoza 1983.), libanonski pjevač. 

## Životopis
Mika Penniman rođen je 18. kolovoza 1983. godine u Libanonu od majke Libanonke i oca Amerikanca. Srednje je od petero djece. Njegova se obitelj odselila iz Libanona u Pariz još kad je bio dijete zbog ratnih prilika u toj zemlji. U 9. godini doselili su se u London.

## Glazbena karijera
Njegov prvi singl je Relax, Take It Easy (2006.).
Najuspješniji singl je Grace Kelly. 
Prvi album, Life in Cartoon Motion izdao je 2007. godine.

## Diskografija
Studijski albumi
- 2007: Life in Cartoon Motion
- 2009: The Boy Who Knew Too Much

EP
- 2006: Dodgy Holiday
- 2009: Songs for Sorrow

## Vanjske poveznice
- službena stranica